# (9033) Kawane
(9033) Kawane (1990 AD) – planetoida z pasa głównego asteroid okrążająca Słońce w ciągu 5,58 lat w średniej odległości 3,14 au. Odkryta 4 stycznia 1990 roku.